# Archivo Municipal de Algeciras
El Archivo Municipal de Algeciras (AMA), tal y como lo conocemos hoy, abrió sus puertas en el Centro Cívico La Reconquista el 22 de julio de 2005. 

## Servicios
Dispone de una superficie de novecientos metros cuadrados, dividida en una zona de libre acceso, con una sala de consulta y una oficina de atención al público, y la zona restringida, donde se ubica el depósito de documentos.

## Fondos
Los fondos que en la actualidad custodia el AMA comprenden documentación desde 1753 hasta 2005 que, por razones prácticas, se han dividido en dos grandes bloques: el fondo administrativo, con unas nueve mil cajas inventariadas, y el fondo histórico con más de doscientas cincuenta cajas y tres libros. Como sucede en los demás archivos municipales, la mayoría de la documentación proviene de las distintas oficinas y organismos dependientes del ayuntamiento de la ciudad, aunque también pueden encontrarse documentos provenientes de donaciones privadas: colecciones de prensa de principios del siglo XX, archivos fotográficos de la ciudad, manuscritos literarios, colecciones de carteles, etc.

## Historia
Debido a la particular historia del Campo de Gibraltar, el AMA no dispone de fondos muy antiguos, ya que la ciudad fue refundada en el siglo XVIII, después de la pérdida de Gibraltar, sobre las ruinas de la antigua ciudad destruida por los árabes en el siglo XV. Con todo, se conservan documentos muy interesantes para el conocimiento del pasado reciente de la ciudad.
Durante los primeros años de funcionamiento del AMA hubo que organizar toda la documentación que, proveniente de diferentes depósitos y delegaciones del ayuntamiento de la ciudad, fue llegando hasta las nuevas dependencias. Fueron más de dos años de clasificación e inventariado exhaustivos para poner en valor miles de documentos que, poco a poco, fueron ocupando su lugar en los estantes. Después de un año de trabajo se celebraron unas jornadas de puertas abiertas (26 julio-3 agosto), en la que los ciudadanos pudieron comprobar sobre el terreno la evolución del trabajo en el primer año de vida del archivo. 
Poco a poco se fueron incrementando los medios técnicos y humanos y el trabajo de organización se complementó con el de difusión de las actividades realizadas. El objetivo inicial fue que el mayor número de ciudadanos supiera dónde estaba ubicado el archivo y qué actividad se realizaba en el interior de sus oficinas. Por ello, se incluyó la visita didáctica a las dependencia dentro de la oferta educativa de la Delegación de Educación del Excmo. Ayuntamiento de Algeciras. El primer año fueron pocos los centros docentes que solicitaron la visita, pero en el curso 2009-2010 pasaron por las dependencias del AMA un total de cuatrocientos alumnos. 
Para complementar las visitas didácticas, y gracias a diferentes subvenciones recibidas por la Junta de Andalucía, se comenzaron a editar folletos y guías didácticas con el fin de que se entendiera qué es un archivo municipal, qué documentación custodia, cuáles son sus fines y cómo puede usarse por parte de los ciudadanos. Entre estas publicaciones llamó la atención de especialistas y aficionados el cómic titulado Curren 113. Una historia de misterio en el Archivo Municipal de Algeciras, diseñado al estilo de las historias gráficas en blanco y negro, en la que un asunto relacionado con una vieja herencia queda resuelto gracias a una investigación realizada en las dependencias del AMA. 
Además de las publicaciones, en el mes de marzo de 2010 se inauguró la muestra Documentos de identidad del siglo XIX, en la que se podían ver reproducciones de pases, pasaportes y demás documentos usados por nuestros antepasados hace más de cien años, así como algunos documentos originales (cartas, pases provisionales, billetes de diligencias, permisos de caza) relacionados con el tema. La exposición fue complementada con la edición de una carpeta didáctica que, con idéntico título a la exposición, incluía seis de los documentos expuestos, en cuyo reverso figura un estudio detallado de cada una de las tipologías de documentos de identidad que posee el AMA. Esta exposición ha sido también llevada a Ceuta (junio de 2010) y a la localidad coruñesa de Neda (diciembre de 2010-enero de 2011).
Gracias a la buena acogida de las publicaciones, el personal del archivo decidió editar una publicación periódica en la que se mezclaran artículos especializados con otros destinados al gran público. El primer número, publicado en la primavera de 2010, contó con colaboraciones de escritores e investigadores del Campo de Gibraltar, así como con una entrevista al director del Archivo Histórico Municipal de Toledo, Mariano García Ruipérez. Consolidar el Boletín y conseguir una periodicidad de dos números al año es una de las prioridades del trabajo del archivo.

## Proyectos en marcha
- Convenios de colaboración: Ciudad Autónoma de Ceuta, UNED, Fundación Carlos de Amberes. Ayuntamiento de Neda.
- Digitalización de fondos: El AMA dispone en la actualidad de los medios técnicos necesarios para proceder a la digitalización de los fondos más importantes de su archivo histórico. Además de los mencionados pasaportes, las primeras series documentales que se pondrán a disposición de los usuarios son las relacionadas con las elecciones en el siglo XIX en el Campo de Gibraltar y Ceuta.
- Sonría por favor: Con este proyecto se pretende fotografiar a los miembros de la sociedad algecireña que, por su labor social, cultural, política, científica o educativa, sean destacados referentes durante la primera parte del siglo veintiuno. En esta base de datos, además de las imágenes, se incluirá una detallada biografía de cada participante, en la que quedarán reflejados sus principales logros en la actividad que desarrolla habitualmente.